# Закон Гесса
Закон Гесса — основной закон термохимии, который формулируется следующим образом:
- Тепловой эффект химической реакции, проводимой в изобарно-изотермических или изохорно-изотермических условиях, зависит только от вида и состояния исходных веществ и продуктов реакции и не зависит от пути её протекания.

Иными словами, количество теплоты, выделяющееся или поглощающееся при каком-либо процессе (при p,T = const или V,T = const), всегда одно и то же, независимо от того, протекает ли данное химическое превращение в одну или в несколько стадий (при условии, что температура, давление и агрегатные состояния веществ одинаковы). Например, окисление глюкозы в организме осуществляется по очень сложному многостадийному механизму, однако суммарный тепловой эффект всех стадий данного процесса равен теплоте сгорания глюкозы. Иными словами, закон Гесса есть утверждение о том, что тепловой эффект реакции (Qp = ΔHp,T или QV=ΔUV,T) является функцией состояния. Тепловой эффект реакции (который определён только для изобарно-изотермического или для изохорно-изотермического процессов) нельзя путать с теплотой (Q), выделяемой или поглощаемой в ходе процесса или реакции. В общем случае теплота не является функцией состояния и не описывается законом Гесса.
На рисунке приведено схематическое изображение некоторого обобщенного химического процесса превращения исходных веществ А1, А2… в продукты реакции В1, В2…, который может быть осуществлен различными путями в одну, две или три стадии, каждая из которых сопровождается тепловым эффектом ΔHi. Согласно закону Гесса, тепловые эффекты всех этих реакций связаны следующим соотношением:
{\displaystyle \Delta H_{1}=\Delta H_{2}+\Delta H_{3}=\Delta H_{4}+\Delta H_{5}+\Delta H_{6}.}
Закон открыт русским химиком Г. И. Гессом в 1841 году; он является частным случаем первого начала термодинамики применительно к химическим реакциям. Практическое значение закона Гесса состоит в том, что он позволяет рассчитывать тепловые эффекты самых разнообразных химических процессов; для этого обычно используют ряд следствий из него.

## Следствия из закона Гесса
- Тепловой эффект прямой реакции равен по величине и противоположен по знаку тепловому эффекту обратной реакции (закон Лавуазье — Лапласа).

- Тепловой эффект химической реакции равен разности сумм теплот образования (ΔHf) продуктов реакции и исходных веществ, умноженных на стехиометрические коэффициенты (ν):

{\displaystyle \Delta H^{o}=\sum {(\nu }_{i}\Delta H_{f,i}^{o})_{products}-\sum {(\nu }_{i}\Delta H_{f,i}^{o})_{reactants}.}
- Тепловой эффект химической реакции равен разности сумм теплот сгорания (ΔHc) исходных веществ и продуктов реакции, умноженных на стехиометрические коэффициенты (ν):

{\displaystyle \Delta H^{o}=\sum {(\nu }_{i}\Delta H_{c,i}^{o})_{reactants}-\sum {(\nu }_{i}\Delta H_{c,i}^{o})_{products}.}
Таким образом, пользуясь табличными значениями теплот образования или сгорания веществ, можно рассчитать теплоту реакции, не прибегая к эксперименту. Табличные величины теплот образования и сгорания веществ обычно относятся к т. н. стандартным условиям. Для расчёта теплоты процесса, протекающего при иных условиях, необходимо использовать и другие законы термохимии, например, закон Кирхгофа, описывающий зависимость теплового эффекта реакции от температуры
- Если начальное и конечное состояния химической реакции (реакций) совпадают, то их тепловой эффект равен нулю.

## Примеры применения
Пример 1.
Вопрос:
- Найти энергию кристаллической решётки хлорида калия.

Дано:
- ΔHf, 298(KCl) = -435,56 kJ/mol
- ΔH298 атомизации(K (s)) = 128,74 kJ/mol
- ΔH298 ионизации(K (g)) = 418 kJ/mol
- ΔH298 диссоциации(Cl2 (g)) = 238,26 kJ/mol

Сродство хлора к электрону = -363,66 kJ/mol
По определению, каждая из указанных величин — точно так же, как изменения энтальпий реакций образования веществ (которые кратко на химическом профессиональном жаргоне называют "энтальпии веществ" или "энтальпии образования веществ") и точно так же, как изменения энтальпий реакций сгорания веществ (на профессиональном жаргоне "энтальпии сгорания") — точно так же и эти тепловые эффекты характеризуют каждый определённую реакцию. Для начала, выписываем эти реакции, закреплённые за названиями тепловых эффектов (для удобства реакции ниже будут пронумерованы):
ΔHf, 298(KCl) характеризует реакцию (№1) образования KCl из простых веществ, устойчивых при данных p, T:
- K (s) + 0,5Cl2 (g) → KCl (s)

ΔH298 атомизации(K (s)) характеризует реакцию (№2):
- K (s) → K (g)

ΔH298 ионизации(K (g)) характеризует реакцию (№3):
- K (g) → K+ + e–(g)

ΔH298 диссоциации(Cl2 (g)) характеризует реакцию (№4):
- Cl2 (g) → 2Cl (g)

Сродство хлора к электрону характеризует реакцию (№5):
- Cl (g) + e–(g) → Cl–(g)

Задача заключается в том, чтобы из этих уравнений реакций сложить заданное уравнение реакции — энергия кристаллической решётки KCl характеризует реакцию (№6):
- K+ + Cl–(g) → KCl (s)

Для этого возьмём реакции в такой комбинации: №6 = №1 + (–0,5)№4 + (–1)№5 + (–1)№2 + (–1)№3 = №1 – 0,5№4 – №5 – №2 – №3. При сложении уравнений реакций тепловые эффекты складываются (с теми же коэффициентами, на которые умножали реакции). То есть ΔH6 = ΔH1 – 0,5ΔH4 – ΔH5 – ΔH2 – ΔH3
- K (s) + 0,5Cl2 (g) → KCl (s)
- (K (s) → K (g))⋅(–1) = (K (g) → K (s))
- K+ + e–(g) →K (g)
- Cl–(g) → Cl (g) + e–(g)
- Cl (g) → 0,5Cl2 (g)

Сумма этих реакций:
- K (s) + Cl2 (g) + K (g) + K+ + e–(g) + Cl–(g) + Cl (g) →  0,5Cl2 (g) +  Cl (g) + e–(g) + K (g) + K (s) + KCl (s)

После сокращения получаем:
- K+ + Cl–(g) →  KCl (s)

Что и требовалось — значит, суммирование реакций произведено верно и полученный суммарный тепловой эффект характеризует именно искомую реакцию.

Пример 2.
Дано:
- B2O3 (s) + 3H2O (g) → 3O2 (g) + B2H6 (g) (ΔH = 2035 kJ/mol)
- H2O (l) → H2O (g) (ΔH = 44 kJ/mol)
- H2 (g) + (1/2)O2 (g) → H2O (l) (ΔH = -286 kJ/mol)
- 2B (s) + 3H2 (g) → B2H6 (g) (ΔH = 36 kJ/mol)

Найти ΔHf реакции:
- 2B (s) + (3/2) O2 (g) → B2O3 (s)

После умножения реакций на числа (в том числе на -1, то есть обращения реакций), а соответственно – и умножения на те же числа изменений энтальпии этих реакций, получаем:
- B2H6 (g) + 3O2 (g) → B2O3 (s) + 3H2O (g) (ΔH = -2035 kJ/mol)
- 3H2O (g) → 3H2O (l) (ΔH = -132 kJ/mol)
- 3H2O (l) → 3H2 (g) + (3/2) O2 (g) (ΔH = 858 kJ/mol)
- 2B (s) + 3H2 (g) → B2H6 (g) (ΔH = 36 kJ/mol)

После сложения этих уравнений реакций и приведения подобных членов получившегося уравнения, получаем: 
- 2B (s) + (3/2) O2 (g) → B2O3 (s) (ΔH = -1273 kJ/mol)